# Ercüment Sunter
Ercüment Sunter (Ankara, 6 gennaio 1955) è un allenatore di pallacanestro turco.

## Carriera
Ha guidato la Turchia ai Campionati europei del 1997.

## Palmarès
- Coppa di Turchia: 1

Türk Telekom: 2007-08
- Coppa del Presidente: 1

Türk Telekom: 2008